# قيس بن حذافة
الصحابي قيس بن حذافة، هو أخو عبد الله بن حذافة رسول النبي إلى كسرى، هاجر الهجرتين.

## نسبه وأسرته
- هو : قيس بن حذافة بن قيس بن عدي بن سَعيد بن سَهم القرشِيّ السّهميّ .[1]
- أمّه تميمةَ بنت حُرْثان من بني الحارث بن عبد مناة بن كنانة.[2]
- أخوته :

1. عبد الله بن حذافة
2. خنيس بن حذافة

## إسلامه
كان قديم الإسلام بمكّة، وهاجر إلى أرض الحبشة في الهجرة الثانية ومع أخوته عبد الله بن حذافة وخنيس بن حذافة، ثم هاجر إلى المدينة.